# مدفع إم110
مدفع إم110 هو نظام مدفعي ذاتي الحركة أمريكي، يتألف من مدفع إم 115 عيار 203 ملم مُثبّت على هيكل مُصمَّم خصيصًا لهذا الغرض. قبل خروجه من الخدمة في الجيش الأمريكي، كان يُعد أكبر مدفع ذاتي الحركة في ترسانة القوات البرية الأمريكية. استُخدم هذا النظام على نطاق واسع من قبل عدة جيوش حول العالم من خلال برامج التصدير. تشمل مهامه: الدعم الناري العام، وإطلاق نيران مضادة للبطاريات، وقمع أنظمة الدفاع الجوي المعادية.

## الخصائص التقنية
وفقًا لدليل التشغيل، بلغ معدل الإطلاق النموذجي للمدفع إم110 ثلاث قذائف خلال دقيقتين عند التشغيل بأقصى سرعة، وقذيفة واحدة كل دقيقتين عند الإطلاق المستمر. كان المدفع مزوَّدًا بجهاز دافع يعمل هيدروليكيًا لتلقيم القذائف التي يزيد وزنها عن 200 رطل (91 كجم) داخل السبطانة تلقائيًا. إلا أن هذه الأنظمة كانت عرضة للأعطال، وغالبًا ما كانت تُبطئ وتيرة التشغيل، لأنها كانت تتطلب من الطاقم خفض السبطانة الثقيلة بالكامل قبل استخدامها. وكانت الأطقم المدرَّبة وذات الدوافع العالية قادرة على تحقيق معدل إطلاق يتراوح بين قذيفتين إلى أربع قذائف في الدقيقة الواحدة لفترات قصيرة، وذلك باستخدام الآلية اليدوية للتلقيم، وهي عبارة عن قضيب فولاذي ثقيل ذو وسادة مطاطية صلبة من أحد طرفيه. ورغم أن استخدام هذه الآلية كان مرهقًا بدنيًا، إلا أنه لم يكن يتطلب خفض السبطانة بنفس القدر المطلوب عند استخدام النظام الهيدروليكي. تراوح مدى المدفع بين 10.4 أميال (16.8 كيلومترًا) وقرابة 16 ميلًا (25 كيلومترًا) عند استخدام القذائف القياسية، ووصل إلى نحو 19 ميلًا (30 كيلومترًا) عند استخدام القذائف المعززة بالصواريخ.